# 油洋乡
油洋乡，是中华人民共和国湖南省怀化市溆浦县下辖的一个乡镇级行政单位。

## 行政区划
油洋乡下辖以下地区：
油洋村、陈家湾村、溪家湾村、报木洞村、雷峰井村、长坡村、氽水村、长冲村、址坊村、桥里村、余腊村、来溪村、麻溪村、红花村、泽溪村、官溪江村、河底江村、三板桥村、庄坪村、岚石村、永丰村、东山村和长岭村。